# Tormentor
A Tormentor egy 1985-ben alakult magyar black metal zenekar, a stílus egyik nemzetközileg is elismert úttörője.

## Történet

### Az első évek (1985–1987)
Szigeti Attila és Fazekas Lajos zongoraórán ismerkedtek meg egymással, Attila zongoratanulmányai mellett ekkor már gitározott is. Megismerkedésük után nem sokkal együtt írták meg az első demó (The 7th Day of the Doom) számainak alapjait. Ekkoriban, több zenész kipróbálása után, végül Buday Tamás, Csihar Attila és Dubecz Márton csatlakozott hozzájuk, így a zenekar első felállása 1986 tavaszára alakult ki.
Csihar előadóművészi tehetségével és hatalmas energiájával nagy lendületet adott a zenekarnak. Az első közös próbán, 1986 májusában rakták össze a Tormentor című számot, amit annyira előremutatónak tartottak, hogy jelentkeztek az AORTA tehetségkutatójára, bár a zenekarnak ekkor még nem volt neve sem. Rengeteg ötlettel jöttek elő a tagok, de mindig volt valaki, aki leszavazta; a végleges nevet, ami mindenkinek tetszett, végül Fazekas Lajos találta ki, akinek a szülei garázsában próbáltak először, később pedig Csepelen a Duna Mgtsz. egyik félreeső faházában. Az első koncert tehát 1986-ban, az AORTA tehetségkutatóján volt, ahol a közönség mindig tovább juttatta őket egészen a kategóriájuk döntőjéig - így a zenekar egyből viszonylag nagy figyelmet kapott, és megjelent róluk néhány cikk is.
Az első demó (The 7th Day of the Doom) 1987-ben készült el egyetlen éjszaka alatt, ezen már Farkas György basszusozott, aki nem sokkal a felvétel előtt érkezett a sorkatonai szolgálatra behívott Fazekas Lajos helyére, bár már korábban (1986 végétől) is kisegített helyette. A demót kazettacserélgetéssel terjesztették, és ekkoriban kezdte őket segíteni Zsobrák János is mint szervező, menedzser.
Még ugyanebben az évben a dobosposzton szintén csere történt, Dubecz Márton helyére Machát Zsolt került, aki ötleteivel és energikus, gyors dobolásával sokat tett hozzá a zenekarhoz, ugyanakkor nemsokára zenei különbségek miatt távozott Buday Tamás is.

### Anno Domini és a feloszlás (1987–1991)
Még mindig 1987-et írtak, amikor ajánlatot kaptak egy nagylemez megjelentetésére, ami akkoriban szinte hihetetlennek tűnt Kelet-Európában. Ez még nagyobb lendületet adott, és új számok írásába kezdtek, hetente 3-4-szer próbálva. Végül 1988 novemberében kezdődött a stúdiómunka, a felvételek egy hét alatt készültek el, és a keverés után készen is volt az első lemez, az Anno Domini. A kiadóval viszont gondok adódtak, és végül kiderült, hogy a lemez mégsem jelenhet meg. A felvételekből csak néhány kazetta maradt, és szerencsére a mesterszalagról is készült másolat egy videókazettára, ez utóbbinak viszont nyoma veszett. Mit volt mit tenni, a megmaradt kazettákról lemásoltak néhányat közeli barátoknak, és az új számokat is elkezdték élőben játszani. A másolt kazetták elkezdtek terjedni a rajongók között, és így a zenekar híre is egyre inkább nőtt, 1990-ben még Bécsbe és Pozsonyba is eljutottak. Ennek ellenére, az újabb katonai behívó (ezúttal Szigeti Attiláé), a lemez megjelenésének elmaradása, és a változó zenei élet (glam metal és egyebek elterjedése) miatti rossz hangulat végül a zenekar feloszlásához vezetett, 1991-ben. Utolsó koncertjük a Petőfi Csarnokban volt, 5500 néző előtt.

### Köztes évek (1991–1999)
A másolt kazetták külföldre is eljutottak, és hatást gyakoroltak a stílus olyan nagyjaira is, mint a Mayhem vagy a Darkthrone. Az előbbi énekesének (Per Yngve Ohlin, azaz Dead) öngyilkossága után Euronymous a Tormentor énekesét, Csihar Attilát kérte fel a bemutatkozó lemezre (De Mysteriis Dom Sathanas) énekelni. Felajánlotta, hogy megjelenteti az Anno Dominit a saját kiadóján (Deathlike Silence Productions, röviden DSP) keresztül, ami végül 1993-as halála (pontosabban Varg Vikernes általi meggyilkolása) miatt nem valósult meg.
1995-ben az Anno Domini végre megjelenhetett Samothnak, az Emperor gitárosának köszönhetően, akinek szintén volt/van egy kiadója, a Nocturnal Art Productions. Ezt viszont még csak egy másolt kazettáról sikerült tető alá hozni. Nagyjából tíz évvel később viszont az említett videókazetta is előkerült, és így végre az eredeti minőségben is kiadásra kerülhetett a lemez, 2008-ban, Csihar saját kiadója, a Saturnus Productions által.
Mayhem-beli vendégszereplése (illetve későbbi tagsága) Attilát keresett művésszé tette, aki temérdek lemezen és koncerten szerepelt/szerepel a mai napig énekesként (pl. Sunn O))), Sear Bliss, Limbonic Art), de saját zenekarokat is alapított (Plasma Pool és Void ov Voices). Machát Zsolt a Perverse Pub (itt Farkassal és Szigetivel közösen) és az Abstract nevű zenekarokban, illetve a Csiharral közösen művelt Daemons Fogban zenélt tovább, Farkas György pedig többek között a Watch My Dying, a Moratorium, és a Bornholm tagja volt. Buday Tamás két könnyedebb rock-formációban szerepelt (Hot Shot, majd később a Sounday Inc.), 2013 és 2018 között pedig a svéd Nifelheim sorait erősítette. Szigeti Attila egyebek mellett egy Beowulf nevű hard rock zenekarban is gitározott.

### Recipe Ferrum (1999–2001)
1999-ben jött össze egy új felállás, akik készítettek egy lemezt (Recipe Ferrum), de ez, eltérő stílusa miatt nem aratott osztatlan sikert sem a hallgatók, sem a kritikusok körében. Ekkoriban a basszusgitáros Kiss 'Kelempájsz' Zénó volt, aki korábban többek között a Csokonai Vitéz Műhely nevű kísérletezős post-punk zenekar tagja volt.

### Újjáalakulás (2017–től)
2017 októberében hírül adták, hogy a következő évben Tormentor-koncertek lesznek néhány fesztiválon, illetve egy az A38 Hajón, a régi tagságból ismertek szereplésével, az Anno Domini 30 évvel korábbi elkészültének ürügyén. A visszatérő koncert remekül sikerült, a közönség világszerte lelkesen üdvözölte a visszatérő zenekart, a koncert pedig DVD-n is megjelent. A Tormentor azóta is, bár nem túl gyakran, de koncertezik, és nem kizárt egy új lemez elkészítése sem.

## Diszkográfia

### Nagylemezek
- Anno Domini (1989)
- Recipe Ferrum (2000)
- (TBA)

### Egyéb
- The 7th Day of the Doom (demo, 1987)
- Black and Speed Metál (split, 1989)
- The Sick Years (válogatás, 1998)
- Live in Hell (koncertlemez, 1999)
- Live in Damnation (EP, 2000)
- The Beast of Attila Csihar (válogatás, 2003)
- The Tyrant of Transylvania (EP, 2008)
- Anno Daemoni (DVD, 2019)
- Covid WitchFuck (koncertlemez, 2020)

## Tagok

### Jelenlegi felállás
- Csihar Attila – ének (1985–1991, 1999–2001, 2017–)
- Szigeti Attila – gitár (1985–1991, 2017–)
- Farkas György – basszusgitár (1987–1991, 2017–)
- Machát Zsolt – dobok (1987–1991, 1999–2001, 2017–)

### Korábbi tagok
- Buday Tamás – gitár (1985–1987, 2017–2020)
- Mugambi Zoldun Bwana – gitár (1999–2001)
- Fazekas Lajos – basszusgitár (1985–1987)
- Zénó Galóca – basszusgitár (1999–2001)
- Dubecz Márton – dobok (1985–1987)

## Külső hivatkozások
- Hivatalos honlap Archiválva 2021. szeptember 30-i dátummal a Wayback Machine-ben
- Hivatalos FaceBook profil